# Revava
Revava (hebrejsky רְבָבָה, doslova „Deset tisíc“ - podle biblické číslovky, která se objevuje v Deuteronomiu 33,17 - „A toť jsou mnozí tisícové Efraimovi a tisícové Manassesovi“, v oficiálním přepisu do angličtiny Revava) je izraelská osada na Západním břehu Jordánu v distriktu Judea a Samaří, v Oblastní radě Šomron (Samařsko).

## Geografie
Nachází se v nadmořské výšce 420 metrů na západním okraji hornatiny Samařska, cca 23 kilometrů severovýchodně od města Petach Tikva, cca 5 kilometrů severozápadně od města Ariel, cca 40 kilometrů severozápadně od historického jádra Jeruzalému a cca 35 kilometrů severovýchodně od centra Tel Avivu.
Osada je na dopravní síť Západního břehu Jordánu napojena pomocí lokální silnice číslo 5066 a prostřednictvím takzvané Transsamařské dálnice, která zajišťuje spojení jak s vnitrozemím Západního břehu Jordánu a s městem Ariel, tak s aglomerací Tel Avivu.
Revava leží cca 13 kilometrů za Zelenou linií, která odděluje Izrael v jeho mezinárodně uznávaných hranicích. Nachází se v nevelkém ale územně souvislém bloku izraelských sídel na Západním břehu Jordánu, jehož součástí jsou v bezprostředním okolí ještě osady Barkan a Kirjat Netafim a dále na východě město Ariel (tzv. blok osad Guš Ari'el). Tento blok je navíc západním směrem napojen na pás izraelských osad tvořený obcemi Elkana, Ec Efrajim, Ša'arej Tikva a Oranit. Další pás izraelských sídel se táhne severním směrem podél silnice číslo 5066 (osady Jakir, Nofim, Karnej Šomron a Immanuel. Východně od osady Revava se ovšem nacházejí i palestinské vesnice a města Haris, Kifl Hares a Deir Istiya.

## Dějiny
Revava byla založena v roce 1991, konkrétně v dubnu 1991 (v předvečer výročí Dne nezávislosti) skupinou nábožensky orientovaných Izraelců. V současnosti zde funguje pět mateřských škol pro 159 dětí a dívčí střední škola pro 7.-12.třídu (Ulpanat Cvija - אולפנת צביה). Základní školy jsou zajištěny v okolních izraelských osadách (zejména v sousední obci Jakir). V obci byly tři synagogy. V září 2009 byla slavnostně otevřena nová velká synagoga. Měly by ji společně využívat místní komunity Aškenázů, Sefardů i jemenitských židů.
V obci Revava funguje obchod se smíšeným zbožím, knihovna, mikve a také středisko lékařské pohotovosti, které slouží obyvatelům širšího regionu včetně Průmyslové zóny Barkan.
Podle plánů z počátku 21. století měla být Revava společně se sousedními osadami v pásu až k městu Ariel zahrnuta do Izraelské bezpečnostní bariéry . Dle stavu z roku 2008 ale nebyla bariéra v tomto úseku ještě postavena a ani nedošlo k definitivnímu stanovení její trasy. Bariéra byla místo toho zatím postavena jen okolo osad Elkana, Ec Efrajim a Ša'arej Tikva. Izrael si ale hodlá sídla v tomto sídelním koridoru ponechat i po případné mírové dohodě s Palestinci. V srpnu 2009 se uvádí, že v osadě Revava probíhá výstavba nové obytné čtvrti a kromě toho je zde instalováno jedenáct obytných karavanů.
Koncem roku 2008 rozhodl soud v Jeruzalému, že organizace Šalom achšav se musí omluvit a zaplatit odškodnění obyvatelům obce Revava za to, že mylně označila tuto osadu za postavenou na soukromé půdě nelegálně zabrané palestinským majitelům. Pozemky pod obcí ve skutečnosti byly řádně vykoupeny do izraelského vlastnictví.

## Demografie
Obyvatelstvo Revava je v databázi rady Ješa popisováno jako nábožensky založené. Podle údajů z roku 2014 tvořili naprostou většinu obyvatel Židé (včetně statistické kategorie "ostatní", která zahrnuje nearabské obyvatele židovského původu ale bez formální příslušnosti k židovskému náboženství).
Jde o menší obec vesnického typu s dlouhodobě rostoucí populací. Mezi lety 1994-2004 byla Revava izraelskou osadou s nejvyšším procentuálním přírůstkem obyvatel (+583 %) ze všech na Západním břehu Jordánu. K 31. prosinci 2014 zde žilo 1805 lidí. Během roku 2014 registrovaná populace stoupla o 7,3 %.
| Rok            | 1994 | 1995 | 1996 | 1997 | 1998 | 1999 | 2000 | 2001 | 2002 | 2003 | 2004 | 2005 | 2006 | 2007 | 2008 | 2009 | 2010 | 2011 | 2012 | 2013 | 2014 |
| -------------- | ---- | ---- | ---- | ---- | ---- | ---- | ---- | ---- | ---- | ---- | ---- | ---- | ---- | ---- | ---- | ---- | ---- | ---- | ---- | ---- | ---- |
| Počet obyvatel | 108  | 145  | 221  | 282  | 332  | 389  | 504  | 552  | 633  | 703  | 738  | 827  | 909  | 989  | 1075 | 1113 | 1260 | 1395 | 1545 | 1682 | 1805 |